# Croix-Moligneaux
Croix-Moligneaux (picardisch: Cro-Moligneu) ist eine französische Gemeinde mit 270 Einwohnern (Stand 1. Januar 2022) im Département Somme in der Region Hauts-de-France im Norden von Frankreich. Die Gemeinde gehört zum Kanton Ham und ist Teil des Gemeindeverbandes Est de la Somme. Sie setzt sich aus den historischen Ortsteilen Croix und Moligneaux zusammen.

## Geographie
Die Gemeinde liegt auf einem rebenbestockten Hügel an der Départementsstraße 937 südlich der Autoroute A29.

## Geschichte
Croix wird bereits im 10. Jahrhundert als Pfarrei genannt und wurde 1015 den Kanonikern von Noyon geschenkt. Moligneaux geht auf ein im 15. Jahrhundert wüst gefallenes Dorf, Mesnil Saint-Quentin, zurück.

## Sehenswürdigkeiten
- Kirche Saint Médard, seit 1922 als Monument historique klassifiziert
- Denkmal für Georges Feltz, Flieger (abgeschossen 1940)
- Altes Taubenhaus

## Einwohner
| 1962 | 1968 | 1975 | 1982 | 1990 | 1999 | 2006 |
| ---- | ---- | ---- | ---- | ---- | ---- | ---- |
| 299  | 324  | 344  | 289  | 299  | 308  | 307  |

## Verwaltung
Bürgermeister (Maire) ist seit 2001 Yves Wilbert.